# Gérauvilliers
Gérauvilliers is een plaats en voormalige gemeente in het kanton Vaucouleurs in het Franse departement Meuse in de regio Grand Est.

## Geschiedenis
Op 1 januari 1973 fuseerde Gérauvilliers met Badonvilliers tot de gemeente Badonvilliers-Gérauvilliers. De voormalige gemeentes kregen de status van commune associée.

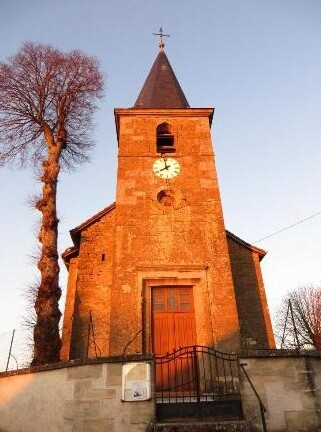
De kerk in Gérauvilliers